# Broșteni (okręg Botoszany)
Broșteni – wieś w Rumunii, w okręgu Botoszany, w gminie Durnești. W 2011 roku liczyła 367 mieszkańców.